# روبرت أوهارا بيرك
روبرت أوهارا بيرك (بالأيرلندية: Robert O'Hara Burke) (و. 1820 – 1861 م) هو مستكشف من جمهورية أيرلندا، وأستراليا، ولد في مقاطعة غالواي، توفي في نهر كوبر كريك، عن عمر يناهز 41 عاماً.

## التعليم
تعلم في الأكاديمية العسكرية الملكية.

## جوائز
حصل على جوائز منها:
- ميدالية المؤسس  [لغات أخرى]‏ (1862).